# 文明學
文明學（문명학，?—），北韓政治家，任職煤炭工業部部長及最高人民會議代議員。

## 生平
文明學在2003年出任最高人民會議的預算委員會委員。同年，首次當選為該議會的代議員。2004年，被任命為某煤礦廠的經理。2009年，他連任為最高人民會議的代議員。2014年1月，接替林南秀出任為煤炭工業部部長。分析指，林南秀是張成澤的親信，因此，最高領導人金正恩起用了「較可靠」的文明學擔當此職。同年3月，他第三度當選為最高人民會議的代議員。一個月後，離任該議會的預算委員會委員職務。

## 資料來源
1. 1 2 3 4  .   [2014-04-20]. （原始内容存档于2016-03-04）.
2. ↑  "北, 장성택 측근 잇딴 교체..."석탄공업상 문명학 임명"" （页面存档备份，存于） Nocut News 2014 1 5